# Министерство здравоохранения Малайзии
Министерство здравоохранения Малайзии играет следующую роль:
- Для облегчения и поддержки людям:
  - достичь полного их потенциала в области здравоохранения
  - ценить здоровье как ценный актив
  - личную ответственность и позитивные действия для их здоровья
- Для обеспечения высокого качества системы здравоохранения, а именно:
- ориентированной на клиентов
- справедливой
- доступной
- эффективной
  - в технологическом отношении
  - экологически адаптированной
  - инновационной
    - С акцентом на:
      - профессионализм, заботу и работу в команде
      - уважение человеческого достоинства
      - участие общества

## Организации
- Государственный департамент здравоохранения
- Больницы
- Районные Управления здравоохранения
- Колледжи
- Лечебные и стоматологические клиники правительства
- Лаборатории общественного здравоохранения